# 융딩허
융딩허(영정하, 중국어: 永定河, 병음: Yŏngdìng hé, 표준어: 융딩강)는 중화인민공화국을 흐르는 하천의 하나로 화베이의 대하천인 하이허의 지류이다. 옛날에는 조수(澡水)로 불렸고 수대에는 상건하(桑乾河), 금대에는 노구(盧溝)로 불렸다(베이징 시 교외의 이 강에 가설되어 있는 노구교(루거우차오)의 이름은 이 때의 강의 이름과 연관된다). 또 예전에는 유로가 빈번히 바뀌어 무정하(無定河)로도 불리던 것을, 그 흐름이 다스려지도록 영정하로 고쳐졌다는 얘기도 있다.
하이허 수계의 7대 지류의 하나인 영정하는 허베이성에서도 최대급의 강이다. 유역 면적은 47,016km2이고 그중 산지가 45,063km2, 평야가 1,953km2를 차지하고 있다. 내몽골 자치구, 산시성, 허베이성의 3성과 베이징 시, 톈진시의 2직할시를 유역에 포함한다.
융딩허의 상류에는 남쪽의 쌍첸허(桑乾河) 및 북쪽의 양허(洋河)라는 2대 지류가 있다. 내몽골로부터 허베이성으로 흘러 오는 양 지류는 장자커우 시 화이라이 현에서 합류해 융딩허로 이름을 바꾼다. 쌍첸허·양허·융딩허 유역은 장자커우 시역 남부의 농촌 지대를 형성한다.
베이징 시 북부의 옌칭 현으로부터 흐르는 구이수이허(媯水河)가 합류해 장자커우 시 남부의 평야에 있는 관팅 댐을 거쳐 관팅 산 협곡을협곡을 통과한다. 화이라이에서 관팅까지는 30km, 관청 산 협곡의 총 길이는 108.7km에 이른다.
베이징 시의 서쪽, 먼터우거우 구에서 화베이 평원으로 나온다. 여기에서 베이징 시의 서남쪽 교외를 가로질러 톈진 시에서 하이허에 합류해 보하이해로 들어간다. 먼터우거우에서 보하이 해의 하구까지의 길이는 200km이다. 예전에는 하이허와 합류하지 않고 보하이 해로 들어가는 독자적인 수계였던 융딩허는 대운하 건설 후에 하이허에 합류하게 되었지만 현재는 하이허의 치수 때문에 융딩허 하류에 융딩신허(永定新河)라는 방수로가 만들어져 있다.
유역의 주요 댐으로는 관팅 댐, 주와 댐, 뤄포링 댐 등이 있다. 또 베이징 교외에 가설되어 있는 루거우차오가 유명하다.
상류에는 사막화에 의한 보수력 저하, 토양 유실, 유량의 감소가 일어나고 있으며 댐 하류에서는 유량이 격감해 일 년 중 대부분이 건천이 되어 있다. 베이징 수도권의 도시화에 의한 물 수요의 증대를 앞두고 물부족이나 수질오염이 심각한 문제가 되어 있다.